# Bulbostylis burchellii
Bulbostylis burchellii är en halvgräsart som först beskrevs av Franciso Manoel Carlos de Mello de Ficalho och William Philip Hiern, och fick sitt nu gällande namn av Charles Baron Clarke. Bulbostylis burchellii ingår i släktet Bulbostylis och familjen halvgräs. Inga underarter finns listade i Catalogue of Life.